# Oussama Sghaier
Oussama Sghaier ou Oussama Al Saghir (arabe : أسامة الصغير), né le 20 juillet 1983 à Tunis, est un homme politique tunisien membre d'Ennahdha.

## Biographie
Oussama Sghaier naît le 20 juillet 1983 à Tunis. Sa famille quitte le pays à la suite de l'arrivée au pouvoir de Zine el-Abidine Ben Ali. Il vit 17 ans en Italie en tant que réfugié politique, obtenant une maîtrise en sciences politiques et relations internationales à l'Université de Rome « La Sapienza ».
Membre du conseil de jeunesse pour le pluralisme religieux et culturel auprès des ministères italiens de l'Intérieur et de la Jeunesse, il participe à la commission relative aux écoles et aux questions juridiques au sein du ministère italien de l'Éducation.
Revenu en Tunisie après la révolution de 2011, il représente le parti islamiste Ennahdha dans la circonscription de l'Italie à l'assemblée constituante puis à l'Assemblée des représentants du peuple (ARP).
Le 5 juin 2013, il poste sur sa page officielle un statut concernant le député CPR Omar Chetoui. En juillet 2013,
il menace de porter plainte contre les députés démissionnaires pour gaspillage de fonds publics.
Le 3 décembre 2014, il dépose sa candidature à la vice-présidence de l'ARP, sans parvenir à être élu. Le 18 mai 2015, il est désigné comme chargé de la communication et porte-parole d'Ennahdha. En mai 2016, il participe à l'inauguration du dixième congrès du parti dont il se voit désigné porte-parole officiel.